# Sule Ladipo
Sule Ladipo właśc. Suleiman Ladipo (ur. 9 kwietnia 1974 w Enugu) – nigeryjski tenisista, reprezentant w Pucharze Davisa, olimpijczyk z Atlanty (1996).

## Kariera tenisowa
Występując w gronie juniorów osiągnął ćwierćfinały Wimbledonu 1992 i US Open 1992 w grze pojedynczej chłopców, a sezon zakończył jako nr 9. na liście światowej juniorów.
W latach 1992–2000 reprezentował Nigerię w Pucharze Davisa. Zagrał w sumie w 40 meczach, z których w 21 zwyciężył.
Ladipo zagrał raz na igrzyskach olimpijskich, w Atlancie (1996) w konkurencji gry pojedynczej odpadając w 1 rundzie po porażce z Australijczykiem Jasonem Stoltenbergiem.
W rankingu gry pojedynczej najwyżej był na 245. miejscu (4 marca 1996), a w klasyfikacji gry podwójnej na 371. pozycji (15 sierpnia 1994).